# Karen Zoid
Karen Zoid (Brüsszel, Belgium, 1978. augusztus 10. –) dél-afrikai rock-énekes, gitáros, dalszerző.

## Pályakép
Diplomata családba született Brüsszelben és ott is nőtt fel. Később Johannesburgba költöztek. Művészeti iskolában járt, de 2001-ben otthagyta az egyetemet a zene kedvéért.
Mind angol, mind anyanyelvi (afrikaans) dalaival sikereket ért el. A sajtónyelv szereti az afrikai „Queen of Rock”-nak nevezni.

## Lemezei
- Poles Apart (2002)
- Chasing The Sun (2003)
- In Die Staatsteater DVD (2003)
- Media (2005)
- Postmodern World (2007)
- Alive in a Postmodern World DVD (2008)
- Ultimate Zoid (2009)
- Terms & Conditions (2010)
- Zoid Afrika (2012)
- Drown Out The Noise (2015)